# 八馬駒雄
八馬 駒雄（はちうま こまお、1906年〈明治39年〉11月30日 - 1963年）は、日本の商人（米穀商）、実業家。西宮酒精社長。

## 人物
兵庫県西宮市出身。八馬永蔵の五男。三代八馬兼介、八馬安二良の弟。八馬眞治の兄。
1928年、同志社専門高商部卒業。1929年、分家した。米穀商を営んだ。兵庫県武庫郡良元村小林字ハクサリ（現宝塚市）で果樹園を経営した。宝梅園土地建物代表社員、多聞土地代表社員を務めた。
1949年、新朝日自動車取締役、西宮酒精社長に就任した。1950年、宝梅園農場社長を兼任した。八馬汽船取締役、同監査役を務めた。
趣味は、乗馬・読書・謡曲・運動。宗教は真宗。住所は兵庫県宝塚市小林字ハクサリ。

## 家族・親族
八馬家
- 妻・信代（1910年 -2001年、山口、嶋谷汽船社長嶋谷徳三郎の娘、嶋谷武次の妹）[4][5][10]
- 長女・登代子（1931年 -2018年)
- 長男・務（1936年-2021年)
- 二女・美奈子（1941年 -)
- 三女・芙規恵（1944年-,大日本倉庫会長髙井榮彌の妻）